# Набіль Бегг
Набіль Бегг (англ. Nabil Begg, нар. 17 березня 2004, Сорокоба) — фіджійський футболіст, який грає на позиції півзахисника в новозеландському клубі «Окленд Сіті» та національній збірній Фіджі.

## Клубна кар'єра
Набіль Бегг розпочав займатися футболом у складі юнацької команди клубу «Ба». У 2021 році Бегг розпочав грати в основній команді клубу, в якій виступав до 2024 року. З 2024 року футболіст грає у складі новозеландського клубу «Окленд Сіті».

## Виступи за збірну
У 2022 році Набіль Бегг грав у складі юнацької збірної Фіджі віком гравців до 19 років. У 2023 році футболіст у складі молодіжної збірної Фіджі брав участь у тогорічному молодіжному чемпіонаті світу, на якому фіджійська збірна не подолала груповий етап. З 2022 року Бегг грає у складі національної збірної Фіджі, у складі якої брав участь у розіграші Кубку націй ОФК 2024 року, на якому фіджійська збірна зайняла четверте місце.